# アサエリ・ティコイロトマ
アサエリ・ティコイロトマ（Asaeli Tikoirotuma、1986年6月24日 - ）は、フィジアン・ラトゥイに所属するラグビーユニオン選手。

## プロフィール
- フィジー・スバ出身。
- ポジションはウィング(WTB)、センター(CTB)。
- 身長 176cm、体重 97kg
- フィジー代表キャップは30（2020年7月現在）でラグビーワールドカップ2015のフィジー代表に選ばれた[1]。

## 略歴
マナワウ、チーフス、ハーレクインズ、ロンドン・アイリッシュ、ノース・ハーバーを経て、2020年、フィジアン・ラトゥイに加入。